# Arrondissement Charleville-Mézières
Arrondissement Charleville-Mézières (fr. Arrondissement de Charleville-Mézières) je správní územní jednotka ležící v departementu Ardensko a regionu Grand Est ve Francii. Člení se dále na 11 kantonů a 160 obcí.

## Kantony
od roku 2015:
- Bogny-sur-Meuse
- Charleville-Mézières-1
- Charleville-Mézières-2
- Charleville-Mézières-3
- Charleville-Mézières-4
- Givet
- Nouvion-sur-Meuse
- Revin
- Rocroi
- Signy-l'Abbaye (část)
- Villers-Semeuse

před rokem 2015:
- Charleville-Centre
- Charleville-La Houillère
- Flize
- Fumay
- Givet
- Mézières-Centre-Ouest
- Mézières-Est
- Monthermé
- Nouzonville
- Omont
- Renwez
- Revin
- Rocroi
- Rumigny
- Signy-l'Abbaye
- Signy-le-Petit
- Villers-Semeuse